# Zhao Yunlei
Zhao Yunlei (en chino: 赵芸蕾; Huangshi, 25 de agosto de 1986) es una deportista china que compite en bádminton, en las modalidades de dobles y dobles mixto.
Participó en dos Juegos Olímpicos de Verano, obteniendo en total tres medallas, dos de oro en Londres 2012, en las pruebas de dobles (junto con Tian Qing) y dobles mixtos (con Zhang Nan), y una de bronce en Río de Janeiro 2016, en dobles mixtos (con Zhang Nan).
Ganó diez medallas en el Campeonato Mundial de Bádminton entre los años 2009 y 2015. En los Juegos Asiáticos consiguió seis medallas, tres en 2010 y tres en 2014.

## Palmarés internacional
| Juegos Olímpicos   | Juegos Olímpicos        | Juegos Olímpicos  | Juegos Olímpicos |
| Año                | Lugar                   | Medalla           | Prueba           |
| ------------------ | ----------------------- | ----------------- | ---------------- |
| 2012               | Londres (Reino Unido)   | Medalla de oro    | Dobles mixto     |
| 2012               | Londres (Reino Unido)   | Medalla de oro    | Dobles           |
| 2016               | Río de Janeiro (Brasil) | Medalla de bronce | Dobles mixto     |
| Campeonato Mundial |                         |                   |                  |
| Año                | Lugar                   | Medalla           | Prueba           |
| 2009               | Hyderabad (India)       | Medalla de plata  | Dobles           |
| 2010               | París (Francia)         | Medalla de bronce | Dobles           |
| 2011               | Londres (Reino Unido)   | Medalla de oro    | Dobles mixto     |
| 2011               | Londres (Reino Unido)   | Medalla de plata  | Dobles           |
| 2013               | Cantón (China)          | Medalla de bronce | Dobles           |
| 2013               | Cantón (China)          | Medalla de bronce | Dobles mixto     |
| 2014               | Copenhague (Dinamarca)  | Medalla de oro    | Dobles           |
| 2014               | Copenhague (Dinamarca)  | Medalla de oro    | Dobles mixto     |
| 2015               | Yakarta (Indonesia)     | Medalla de oro    | Dobles           |
| 2015               | Yakarta (Indonesia)     | Medalla de oro    | Dobles mixto     |
| Juegos Asiáticos   |                         |                   |                  |
| Año                | Lugar                   | Medalla           | Prueba           |
| 2010               | Cantón (China)          | Medalla de oro    | Dobles           |
| 2010               | Cantón (China)          | Medalla de oro    | Equipo           |
| 2010               | Cantón (China)          | Medalla de plata  | Dobles mixto     |
| 2014               | Incheon (Corea del Sur) | Medalla de oro    | Dobles mixto     |
| 2014               | Incheon (Corea del Sur) | Medalla de oro    | Equipo           |
| 2014               | Incheon (Corea del Sur) | Medalla de bronce | Dobles           |